# Schwarzer Grat
Der Schwarze Grat zwischen Eschachthal im bayerischen Landkreis Oberallgäu und Bolsternang im baden-württembergischen Landkreis Ravensburg ist mit 1118,5 m ü. NHN die höchste Erhebung im Landkreis Ravensburg, im Regierungsbezirk Tübingen (Baden-Württemberg). Er liegt im Gebirgszug Adelegg der gleichnamigen Gebirgslandschaft Adelegg und ist ein Nebengipfel des Ursersbergs (1129 m ü. NHN). Auch im Gebirgszug der Adelegg wird er vom weiter östlich gelegenen Hohenkapf (1121 m ü. NHN) an Höhe übertroffen. Auf dem Gipfel steht der Aussichtsturm Schwarzer-Grat-Turm.

## Geographie

### Lage

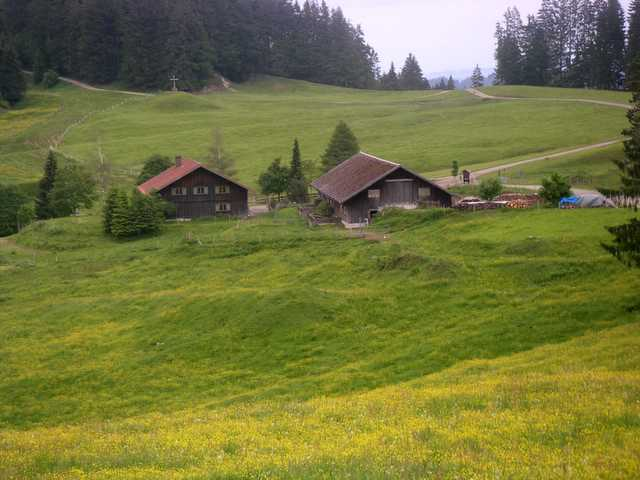
Alpe Wenger Egg

Im äußersten Südosten Baden-Württembergs gehört der Schwarze Grat zum kleinen Gebirgszug Adelegg, der südwestliche Teil der weiter gefassten Gebirgslandschaft Adelegg, die etwas nördlich der Allgäuer Alpen weit in das nördliche Alpenvorland reicht. Die Grenze zu Bayern und dem Landkreis Oberallgäu verläuft knapp 300 m südöstlich des Gipfels. Dieser erhebt sich 1,8 km südsüdwestlich von Eschachthal, einem Ortsteil der bayerischen Gemeinde Weitnau, und 2,3 km (jeweils Luftlinie) nordnordöstlich von Bolsternang, einem Ortsteil der württembergischen Gemeinde Isny im Allgäu.
Rund 950 m südsüdöstlich vom Gipfel des Schwarzen Grats erhebt sich auf der Landesgrenze der Gipfel des Raggenhorns (1055 m ü. NHN); jenseits davon liegt der Weitnauer Ortsteil Wengen (Bayern). Südöstlich unterhalb des Schwarzen Grats liegt, auch auf dem Hang des Raggenhorns, die Wenger Eggalm (auch Wengener Egg Alpe oder Alpe Wenger Egg genannt).
Nach Osten fällt die Landschaft des Schwarzen Grats zum kleinen Rotenbach ab, einem südwestlichen Zufluss der nördlich der Erhebung fließenden Eschach, in die auch der auf der Südwestflanke quellende und nach dem Eisenbacher Tobel etwa in Richtung Norden fließende Eisenbach mündet. Auf der Südflanke des Berges entspringt die kleine Scheidach als nordöstlicher Zufluss der Wengener Argen im Einzugsgebiet der Unteren Argen.

### Naturräumliche Zuordnung
Der Schwarze Grat gehört innerhalb des Alpenvorlandes in der naturräumlichen Haupteinheitengruppe Nagelfluhhöhen und Senken zwischen Bodensee und Wertach (Nr. 02) und in der Haupteinheit Adelegg (023) zur Untereinheit Hohe (Südliche) Adelegg (023.0).

## Höchste Erhebung Württembergs
Der Schwarze Grat war die höchste Erhebung des ehemaligen Landes Württemberg seit den Gebietserweiterungen am Beginn des 19. Jahrhunderts. Das bedeutet aber nicht, dass sein Gipfel auch der höchstgelegene Punkt des Königreichs Württemberg (bzw. des ab 1918 bestehenden Volksstaates) war. Dieser war der  Dreifürstenstein (1154 m), der sich auf der Südostflanke des badischen Berges Hornisgrinde (1164,4 m) befindet und auf der Grenze der württembergischen Gemeinde Baiersbronn zum badischen Sasbachwalden liegt. Der höchste Berggipfel Altwürttembergs war der Karlstein bei Hornberg, aber ebenfalls niedriger als der bereits zum Herzogtum Württemberg gehörende Dreifürstenstein.

## Schutzgebiete
Auf den württembergischen Bereichen des Schwarzen Grats erstrecken sich Teile des Landschaftsschutzgebiets Adelegg und zugehöriges tertiäres Hügelvorland (CDDA-Nr. 319441; 1994 ausgewiesen; 65,2 km² groß) und solche des Vogelschutzgebiets Adelegg (VSG-Nr. 8226-441; 28,61 km²). Im Bereich des Eisenbachtals erstrecken sich bis auf die Hanglagen des Schwarzen Grats Teile des Fauna-Flora-Habitat-Gebiets Adelegg (FFH-Nr. 8326-341; 6,4 km²).

## Schwarzer-Grat-Turm
Auf dem Gipfel des Schwarzen Grats wurde 1878 ein Aussichtspavillon errichtet, der 1906 vom Schwäbischen Albverein durch einen hölzernen Aussichtsturm ersetzt wurde, der 1967 nach einem Blitzeinschlag abbrannte. Diesem wiederum folgte 1971 der heutige Schwarzer-Grat-Turm, ein 28,5 m hoher Aussichtsturm, der wieder in Holzbauweise errichtet wurde.
Am Turm sind in den Sommermonaten am Sonntag Getränke und einfache Speisen erhältlich.
Bei guter Sicht kann man von seiner Aussichtsplattform die Allgäuer Alpen, weite Teile Oberschwabens und den Bodensee sehen.
Bei sehr guter Sicht reicht der Blick zu weit entfernten Bergen wie dem Tödi (3612 m / 134 km), dem Schreckhorn (4078 m / 196 km), dem Titlis (3238 m / 164 km), dem Uri Rotstock (2929 m / 152 km), dem Rigi (1798 m / 143 km), dem Pilatus (2128 m / 163 km), sowie zum 160 km entferntem Feldberg (1493 m) im Schwarzwald. Sogar die Spitzen der über 200 km entfernten Jungfrau (4158 m) und des Mönch (4107 m) sind bei extrem guter Sicht erkennbar.

## Senderstandort
Der Schwarze Grat war Anfang der 1980er-Jahre durch seine optimale Höhe vom damaligen Südwestfunk (SWF) zur Rundfunkversorgung der Regionen Allgäu, Oberschwaben und Bodensee vorgesehen. Der Grund waren zahlreiche Empfangsstörungen, hervorgerufen durch die zu geringe Reichweite des Senders Waldburg. Der geplante etwa 150 m hohe Stahlgitter-Sendemast konnte jedoch – neben vielen Einsprüchen aus Politik und Bevölkerung – 1984 aus Naturschutzgründen nicht realisiert werden. Für die vom SWF vorab international koordinierten Frequenzen mit 50 kW für den Schwarzen Grat musste nun ein anderer Standort gesucht werden. Da man aber in Baden-Württemberg über Jahre hinweg keine geeigneten Standorte fand, wurden im Sommer 1989 zwei Frequenzen (98,7 und 103,0 MHz) auf den Grünten (1738 m) nach Bayern umkoordiniert – zunächst mit einer schwächeren und gerichteten Leistung von 30 kW, inzwischen mit 50 kW. Von dort werden seitdem die beiden Hörfunkprogramme SWR1 (ehemals SWF1) und SWR3 (ehemals SWF3) abgestrahlt. Die beiden übrigen Programme verblieben am alten Standort Waldburg, da am viel weitreichenderen Standort Grünten die für sie vorgesehenen Frequenzen wegen befürchteter Störungen anderer Programme nicht einsetzbar sind.
Die für Radio 7 am Schwarzen Grat vorgesehene Frequenz 105,0 MHz konnte nach einer Zwischenlösung auf dem Höchsten (883 m) bei Illmensee mit nur 320 Watt Leistung, zum endgültigen Sender Iberger Kugel (1013 m) – nur 7 km südwestlich des Schwarzen Grats gelegen – mit vollen 50 kW Leistung umkoordiniert werden.

## Verkehr, Wandern und Veranstaltungen

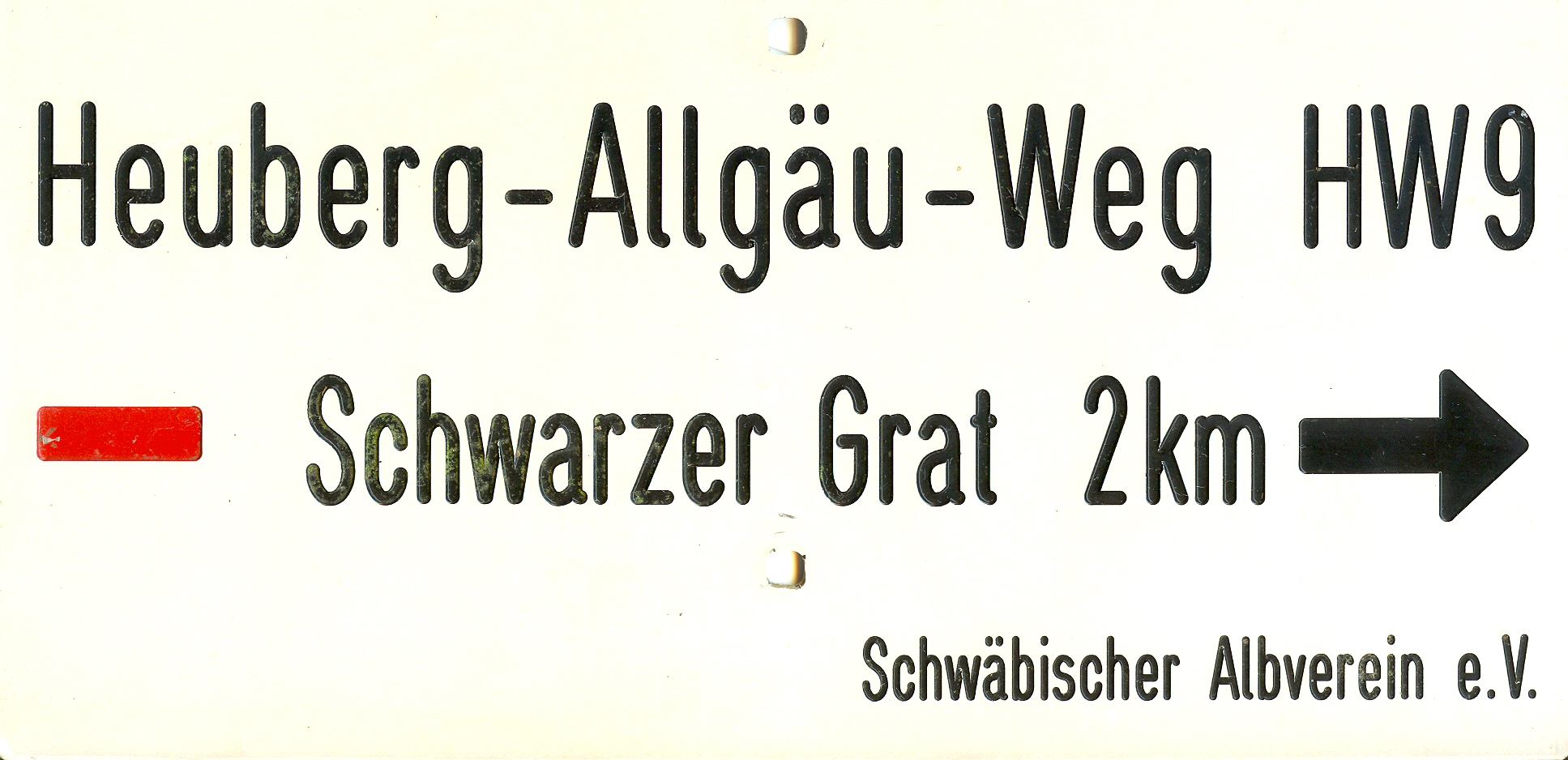
Wegschild HW 9

Nördlich vorbei am Schwarzen Grat und Raggenhorn führt zwischen den Buchenberger Ortsteilen Eschach und Eschachthal die bayerische Kreisstraße OA 20, die auf württembergischer Seite in die K 8045 übergeht. Südlich vorbei verläuft zwischen den Weitnauer Ortsteilen Wengen und Nellenberg die bayerische Staatsstraße 2055. Von dieser zweigt an der Landesgrenze die württembergische K 8019 ab, die als Stichstraße zum südsüdwestlich unterhalb des Schwarzen Grats gelegenen Bolsternang führt.
Es führen verschiedene Wanderwege auf den Schwarzen Grat. Ein Aufstieg ist sowohl von den nahen Ortschaften Eschachthal, Bolsternang und Wengen, aber auch von weiter entfernten, wie Rohrdorf, Großholzleute (westlich der Adelegg) und Kreuzthal (an der Eschach) möglich. Der Gipfel kann zum Beispiel auch aus Richtung des Eschacher Weihers, der nahe der OA 20 (Parkplatz Eschacher Weiher) liegt, erwandert werden. Die Anstiege führen auf markierten Wanderwegen, zumeist Kieswege, zum Gipfel und sind – gutes Schuhwerk vorausgesetzt – im Regelfall unproblematisch zu begehen.
Zwei Hauptwanderwege des Schwäbischen Albvereins führen über den Schwarzen Grat:
- HW 5: Schwarzwald-Schwäbische-Alb-Allgäu-Weg
- HW 9: Heuberg-Allgäu-Weg

Seit 1977 findet alljährlich – mit Ausnahme des Jahres 2020 – ein Berglauf auf den Gipfel statt, mittlerweile zusätzlich ein Mountainbike-Bergsprint. Veranstalter ist der TV Isny und der Radsportverein „Pedalqäler“ Isny.